# Kintetsu World Express
Kintetsu World Express est une entreprise de logistique présent notamment dans le fret aérien, basée à Tokyo au Japon.

## Histoire
En février 2015, Kintetsu World Express acquiert APL Logistics, une filiale de Neptune Orient Lines, pour 1,2 milliard de dollars.